# Abadia d'Echternach
L'Abadia d'Echternach està situada al llarg del riu Sauer a Echternach a l'est de Luxemburg, va ser un monestir benedictí, fundat al segle vii per sant Willibrord, i suprimit durant l'ocupació francesa a la fi del segle xviii. L'església, centre de pelegrinatges a la tomba de sant Willibrord, és basílica menor des de 1939.
L'abadia és ara molt popular, i deu gran part de la seva fama a la processó dansant anual que se celebra cada dimarts per Pentecosta. Desenes de milers de turistes, excursionistes, peregrins i clergues visiten Echternach per presenciar o participar en la cerimònia tradicional.

## Origen i fundació
Al segle vi, una comunitat monàstica es van establir al llarg del Sauer en un terreny que havia estat una antiga vil·la romana. El lloc pertanyia a la diòcesi de Trèveris que va donar permís per construir allà un petit priorat.

## Època carolíngia
Per tal d'evangelitzar la regió, santa Irmina d'Oeren propietaria de gran part del terreny va concedir permís al 698 a Willibrord, recentment consagrat bisbe d'Utrecht, per construir un monestir més gran, del qual va ser nomenat abat.
La primera església es va obrir l'any 700 amb el suport financer de Pipí d'Héristal, aquesta connexió va continuar amb el fill de Pipí, Carles Martell, fundador de la dinastia carolíngia, qui alhora va batejar allà el seu fill Pipí I el Breu al 714, i aquest va concedir a l'abadia d'Echternach l'any 751, el nomenament d'«abadia reial», per tant la seva immunitat. Al voltant dels murs de l'abadia, va créixer una ciutat que aviat va esdevenir un dels més pròspers a Luxemburg.
A més a més del suport carolingi, l'abadia va tenir l'ajut de Wilfrid de York, amb qui Willibrord havia estat a Ripon (Northúmbria). Willibrord va superar amb èxit el biaix antiirlandès de Wilfrid, i va assegurar el suport de molts monjos irlandesos, que des de l'abadia de Fountains es convertirien en la columna vertebral per al primer establiment a Echternach.

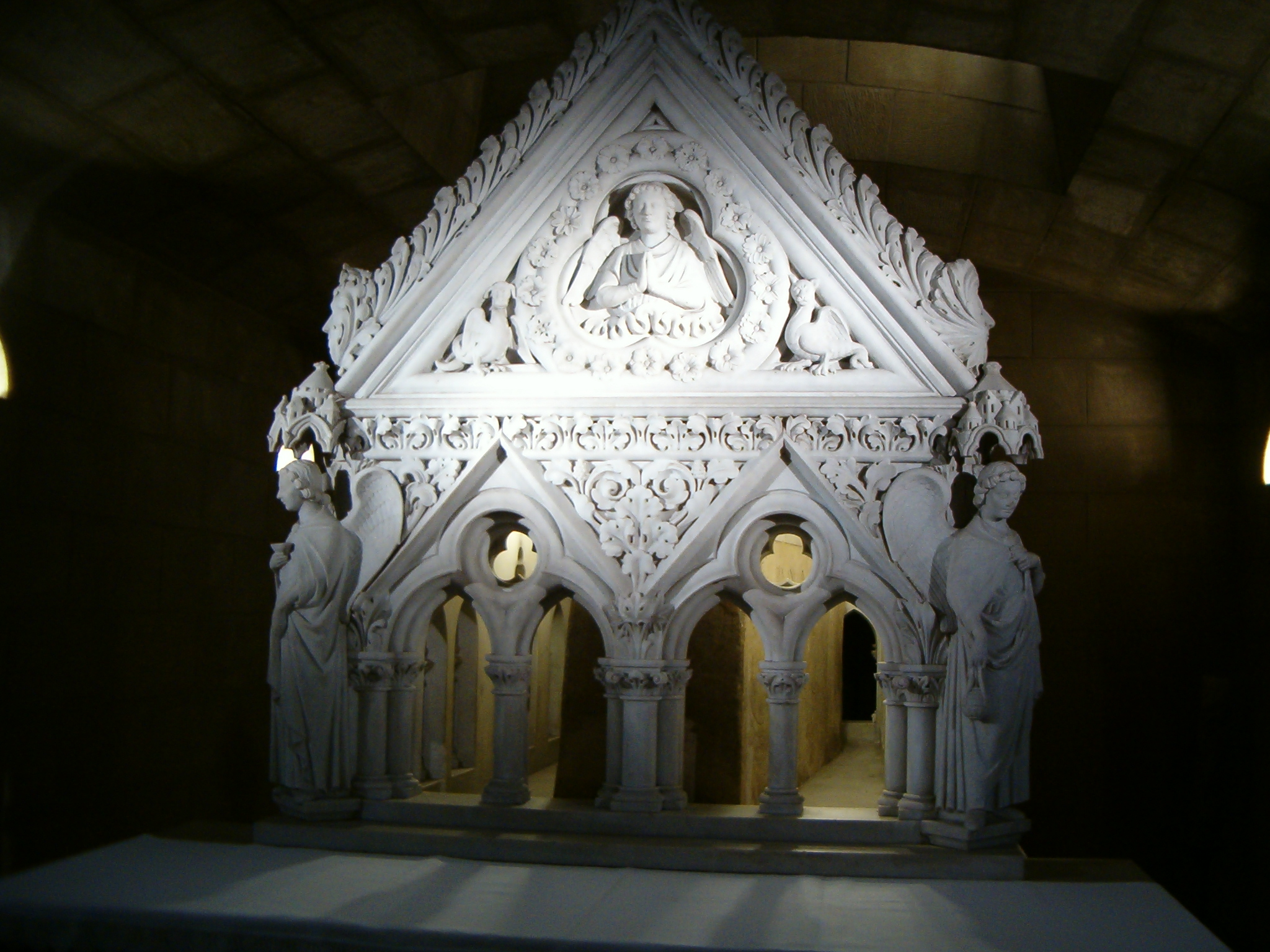
Sarcòfag de sant Willibrord a la cripta.

Willibrord va passar molt de temps a Echternach, sobretot després del saqueig d'Utrecht, en 716, i va morir allà al 739. Va ser enterrat a l'oratori, que aviat va esdevenir un lloc de pelegrinatge, sobretot després de la seva canonització.
El tercer abat d'Echternach, Bernard, al 785 va ser nomenat arquebisbe de Sens. A la seva mort al 797, Carlemany va prendre el control de l'abadia.
L'abadia va esdevenir un famós centre de producció de manuscrits il·luminats entre els segles IX al xi. El scriptorium era conegut a tot el regne Franc. Els principals manuscrits elaborats a Echternach han sobreviscut al pas del temps. La reputació de l'abadia era tan gran que Carlemany va enviar el seu conseller Alcuí de York per formar-se allà abans de l'obertura de l'Escola Palatina d'Aquisgrà. La minúscula carolina deu molt a Echternach.
Estretament relacionada amb el regne Franc, l'abadia va declinar ràpidament quan va perdre aquest patrocini. Una restauració es va realitzar al 971 quan l'emperador Otto va enviar quaranta monjos benedictins de Trèveris. Va ser durant aquesta nova edat d'or quan van elaborar el Codex Aureus d'Echternach, un còdex bíblic escrit completament en tinta d'or (segle xi).

## Supressió de l'abadia
Els abats d'Echternach són prínceps del Sacre Imperi Romanogermànic i continuen fins al final de segle xviii. L'últim d'ells va morir el 1793, sense un successor ni cap elecció es va realitzar. El 13 d'agost de 1794, el general Claude-Sylvestre Colaud va entrar al capdavant de les tropes franceses a la ciutat d'Echternach.
L'abadia va ser saquejada, els monjos van ser expulsats i la tomba de sant Willibrord va ser profanada. El monestir i l'església es venen com a propietat de la nació el 1797. Jean-Henri Dondelinger, que aconsegueix la compra a través d'una subhasta, condiciona els edificis per a una fàbrica de porcellana.

## Restauracions

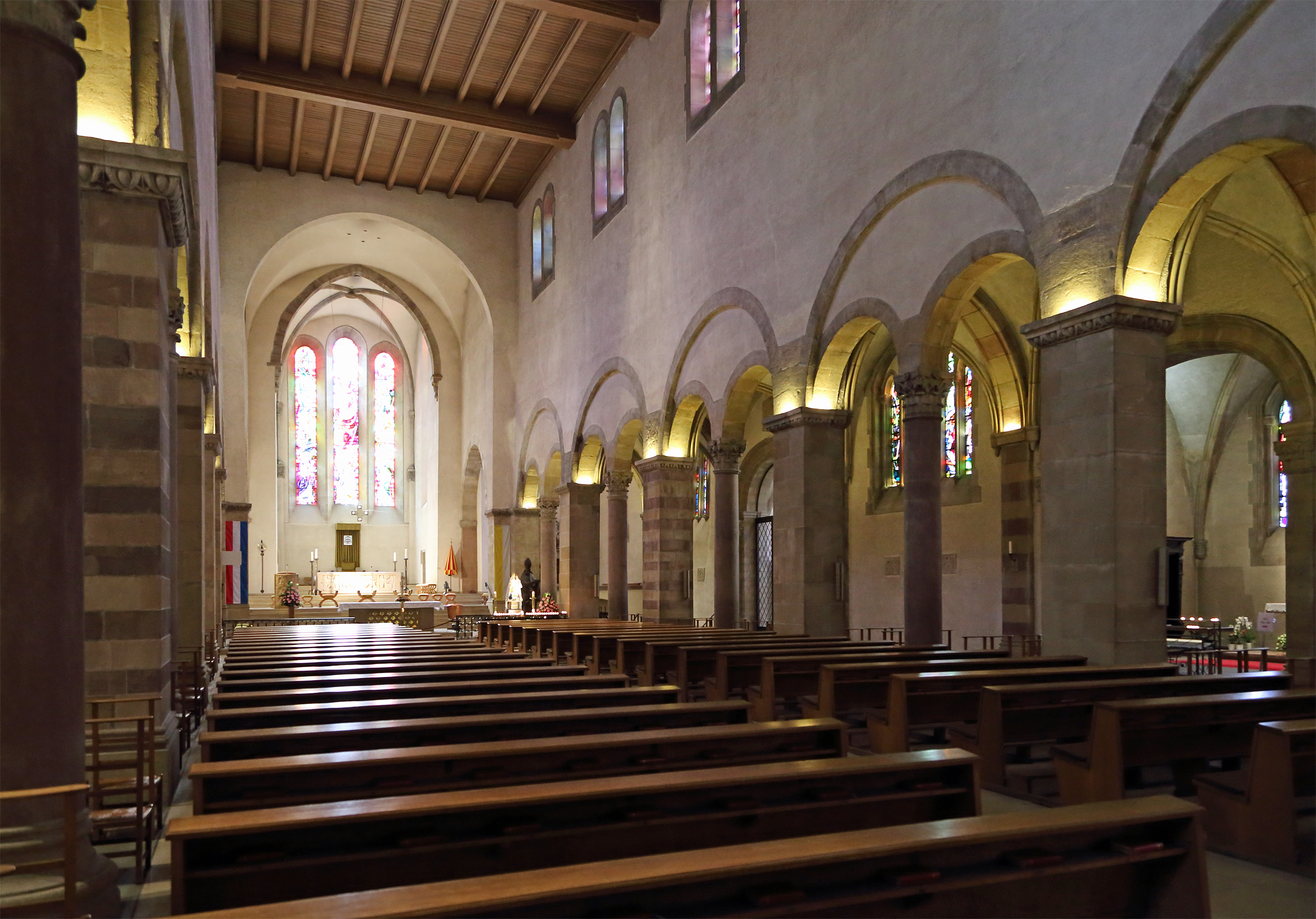
Interior actual de la basílica.

A mitjan segle xix, el cor de l'església s'ensorra parcialment i està en perill per complet. El 1862, una associació per a la reconstrucció de l'església (Kirchbauverein) va néixer a Echternach. El 1868, la reconstrucció en estil neoromà està completada i l'església es va consagrar novament.
Reconeixent la seva importància com a centre nacional del pelegrinatge a sant Willibrord, el papa Pius XII va concedir l'1 de gener de 1939 a l'església el títol de basílica menor.
Part de la basílica va ser destruïda el 1944 a conseqüència de la Segona Guerra Mundial, trets d'obusos destrueixen els últims murs. Va ser novament reconstruïda -sisena església en catorze segles- en estil romànic com va ser a l'origen, la façana està inspirada a la basílica romànica de Paray-le-Monial. L'edifici, reconstruït, va ser consagrat el 1953. La cripta del segle viii ha sobreviscut i sense grans danys.
L'escola secundària d'Echternach i el seu internat ocupen gran part dels edificis monàstics.